# Can Rogent (Dosrius)
Can Rogent és una obra de Dosrius (Maresme) inclosa a l'Inventari del Patrimoni Arquitectònic de Catalunya.

## Descripció
Masia gran del tipus basilical formada per tres cossos, el central cobert a dues aigües i els laterals a una vessant. Consta de planta baixa, pis i golfes a la part central. A la planta baixa hi ha un portal rodó amb dovelles grans que fa d'entrada principal; la resta d'obertures són de pedra però amb llinda recta. Hi ha una petita finestra al cos lateral dret diferent, que sembla anterior a les altres.